# Franco Leon

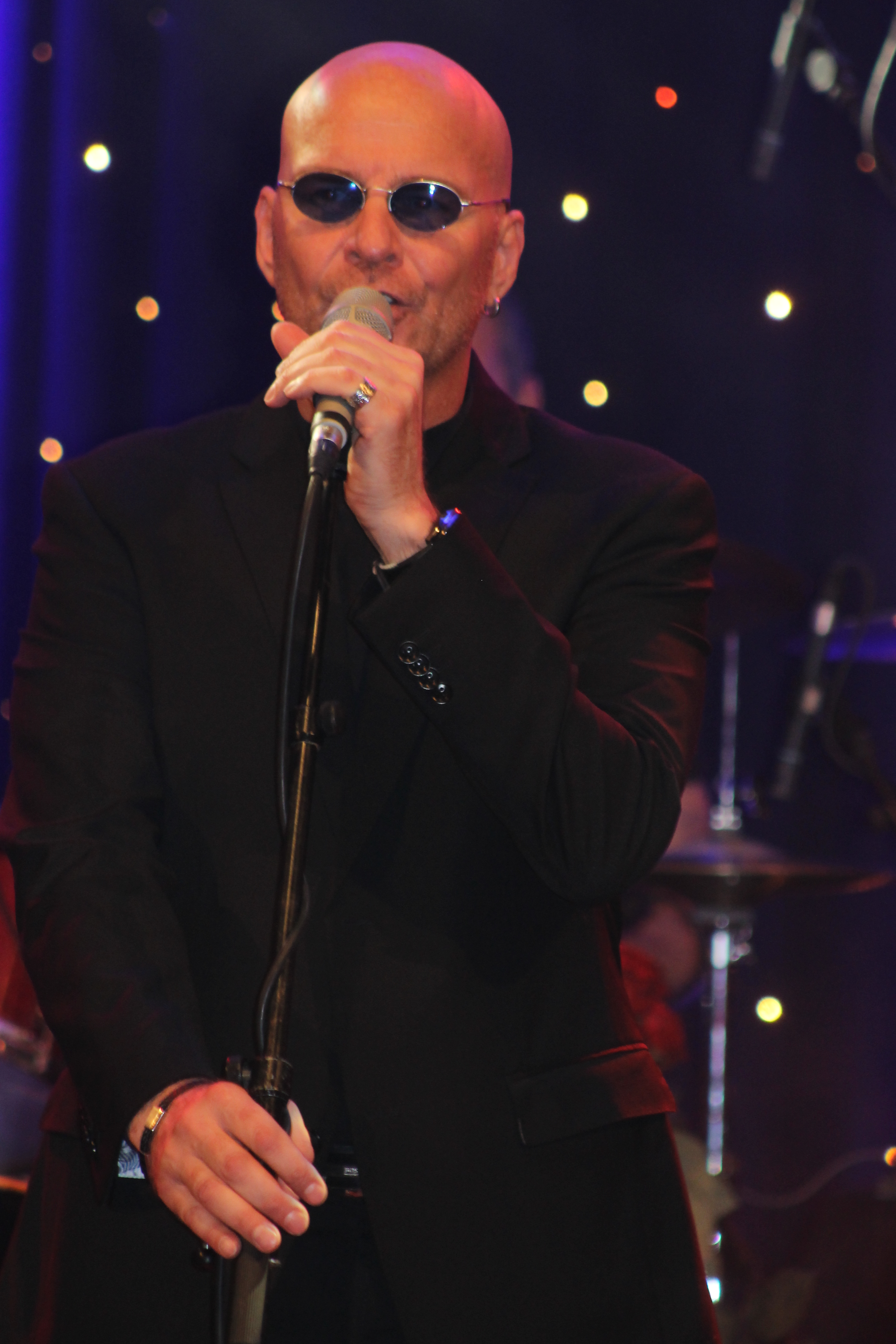
Franco Leon mit Night Fever am 28. April 2013 im Südbahnhof, Frankfurt am Main

Franco Leon (* 31. Januar 1962 in Frankfurt am Main) ist ein deutscher Sänger, der über einen Stimmumfang von dreieinhalb Oktaven verfügt.

## Musikalischer Erfolg
Ab 2001 war Franco Leon als Solist mit der Neuen Philharmonie Frankfurt sowohl mit selbstkomponierten Stücken wie auch mit großen Meisterwerken der Rock- und Popliteratur zu sehen und hören.
Von 2007 bis 2009 gehörte er zur Live-Band von Helene Fischer. Auf deren Albumproduktionen ist er bis heute als Backgroundsänger zu hören.
2008 veröffentlichte er die Single Olli, den Abschiedssong für den Fußballtorhüter Oliver Kahn, der während dessen Abschiedsspiel am 2. September 2008 in der Allianz Arena zwischen dem FC Bayern München und der deutschen Fußballnationalmannschaft gespielt wurde. Der Song erreichte Platz 10 der Musikload-Charts.
Ende 2009 war er mit Musicalstar Anna Maria Kaufmann als Special Guest auf Deutschlandtournee und interpretierte dabei u. a. Maria aus West Side Story, Musik der Nacht aus Phantom der Oper sowie We will rock you aus dem gleichnamigen Musical.

### Night Fever
In der Rolle des Robin Gibb komplettiert er die Bee-Gees-Revivalband Night Fever. Neben Franco Leon übernimmt Michael Zai die Rolle des Barry Gibb und Uwe Haselsteiner die des Maurice Gibb. Die Show der Gruppe orientiert sich am legendären Konzert One Night Only vom 14. November 1997 in Las Vegas. Es sollte eigentlich der letzte Live-Auftritt der Bee Gees werden, daher auch der Name One Night Only, während dessen sie nochmal viele ihrer größten Hits präsentierten. Neben Live-Auftritten ist Night Fever auch im Fernsehen zu sehen, wie zum Beispiel in der Sendung des MDR Fernsehen Meine Ostsee lob ich mir. In der Tradition der Gibb-Brüder wurde am 25. Mai 2012 die erste Single Lost Paradise von Night Fever veröffentlicht.

### Weitere Aktivitäten
Seine Stimme ist auf vielen Alben, unter anderem von Milli Vanilli, Frank Farian, Johnny Logan und den Weather Girls zu hören. Mit letzteren stand er auch weltweit zusammen auf der Bühne. Neben seiner Tätigkeit als Sänger arbeitet er auch als Sprecher für Werbespots, Computerspiele oder Industriefilme. Am 1. Januar 2013 gründete er eine Künstlervermittlungsagentur.